# Jacek Kalinowski
Jacek Kalinowski (9 settembre 1953) è un ex cestista e allenatore di pallacanestro polacco.

## Carriera
Con la Polonia ha disputato i Campionati europei del 1973.

## Palmarès
- Campionato polacco: 4

Śląsk Wrocław: 1976-77, 1978-79, 1979-80, 1980-81